# Casa de mujeres (La historia de seis pecadoras)
Casa de mujeres (La historia de seis pecadoras), span. für Haus der Frauen (Die Geschichte der sechs Sünderinnen), ist ein mexikanischer Film aus dem Jahr 1942. Die Regie dieses Filmdramas führte Gabriel Soria, der gemeinsam mit Alfred Block auch das Drehbuch verfasst hatte. Dieses ging zurück auf ein Theaterstück von Enrique Suárez de Deza.
Die Handlung des Films spielt in zwei Zeitebenen. Im Paris des Jahres 1905 führt Madame Lou ein Bordell mit fünf Angestellten. Die sechs Frauen nehmen einen Jungen bei sich auf, der am Weihnachtsabend zum Waisen geworden war. Unter der Obhut der Frauen wird aus dem Jungen ein rechtschaffener junger Mann. Am Weihnachtsabend 1925 kehrt er in das Haus der Frauen zurück und isst mit diesen zu Abend. Sie sind nun zu rechtschaffenen Frauen geworden und erzählen dem Mann ihre Lebensgeschichten.
In dem Theaterstück, auf dem der Film basierte, waren die Schwestern Anita Blanch und Isabelita Blanch bereits viele Male aufgetreten, bevor sie in dessen Verfilmung mitwirkten. Eine der weiteren Schauspielerinnen war die Deutsche Hilde Krüger, die in einigen UFA-Produktionen mitgewirkt hatte und sich in Mexiko unter dem Namen Hilda Krüger aufhielt und für das Dritte Reich spionierte. Produziert wurde der Film Casa de mujeres von der Gesellschaft Hermanos Soria. Er feierte am 1. Oktober 1942 seine Premiere in Mexiko.